# Biel Ballester Trio
Biel Ballester Trio és un grup català de gipsy jazz o jazz manouche format per Biel Ballester (guitarra solista), Leo Hipaucha (guitarra rítmica) i Oriol González (contrabaix). Malgrat haver actuat en diversos escenaris internacionals, el grup es feu famós per incloure dues cançons (When I was a boy i Your shining eyes) a la banda sonora de la pel·lícula de Woody Allen Vicky Cristina Barcelona.

## Discografia
- 2003: Echoes from Mallorca[3]
- 2006: Live in London
- 2008: Bistro de Barcelona
- 2011: Jazz a l'Estudi
- 2012: Avanti
- 2016: Melodium Melodynamic